# Comuna de Skalbmierz
Skalbmierz (polaco: Gmina Skalbmierz) é uma gminy (comuna) na Polónia, na voivodia de Santa Cruz e no condado de Kazimierski. A sede do condado é a cidade de Skalbmierz.
De acordo com os censos de 2004, a comuna tem 6957 habitantes, com uma densidade 80,7 hab/km².

## Área
Estende-se por uma área de 86,21 km², incluindo:
- área agrícola: 92%
- área florestal: 0%

## Demografia
Dados de 30 de Junho 2004:
|                      | Total   | Total | Mulheres | Mulheres | Homens  | Homens |
| -------------------- | ------- | ----- | -------- | -------- | ------- | ------ |
|                      | pessoas | %     | pessoas  | %        | pessoas | %      |
| População            | 6957    | 100   | 3481     | 50       | 3476    | 50     |
| Densidade (pop./km²) | 80,7    | 100   | 40,4     | 40,4     | 40,3    | 40,3   |

De acordo com dados de 2005, o rendimento médio per capita ascendia a 1653,57 zł.

## Comunas vizinhas
- Czarnocin, Działoszyce, Kazimierza Wielka, Pałecznica, Racławice